# Stiftung Mater Dolorosa Berlin-Lankwitz
Die Stiftung Mater Dolorosa Berlin-Lankwitz ist eine rechtsfähige Stiftung des bürgerlichen Rechts mit Sitz in Berlin-Lankwitz. Sie war im Gründungsjahr 2006 die erste rechtsfähige Stiftung einer katholischen Kirchengemeinde im Erzbistum Berlin.

## Stiftungszweck
Zweck der Stiftung ist es, die im Gemeindegebiet in den Grenzen von 2006 betriebene Arbeit der katholischen Kirchengemeinde Mater Dolorosa in Berlin-Lankwitz und die kirchlichen, religiösen, mildtätigen und gemeinnützigen Anliegen der Gemeinde in diesem Gebiet zu fördern und zu unterstützen. Damit soll in der Gemeinde der Verminderung der Finanzierung durch Kirchensteuermittel Rechnung getragen werden, die aufgrund der bis 2009 weggefallenen Finanzzuweisungen des Berliner Erzbischöflichen Ordinariats eingetreten ist.
Die Stiftung ist im Sinne der Abgabenordnung gemeinnützig, verfolgt ausschließlich kirchliche Zwecke und ist selbstlos tätig. Das Stiftungskapital betrug Ende 2019 zirka 1,9 Millionen Euro. Damit gehört sie zu den größeren rechtsfähigen Stiftungen bürgerlichen Rechts in Deutschland.

## Gründung
Die Stiftung wurde am 8. September 2006 durch das Stiftungsgeschäft des Kirchenvorstands der katholischen Pfarrei Mater Dolorosa errichtet, um die vielfältigen Aufgaben der Kirchengemeinde trotz der schwierigen finanziellen Lage der Erzbistums Berlin durch Zuwendungen dauerhaft unterstützen zu können. Unter den Mitgliedern des Kirchenvorstands waren die Politikerin und Notarin Barbara Saß-Viehweger und der Historiker Lorenz Weinrich.
Am 25. September 2006 wurde die Stiftung durch die zuständige Stiftungsaufsicht, die Berliner Senatsverwaltung für Justiz, anerkannt.

## Projekte (Auswahl)
Neben der finanziellen Förderung der Gemeinde Mater Dolorosa engagiert sich die Stiftung auch bei der Durchführung und Förderung von Veranstaltungen mit oder zu bekannten Persönlichkeiten, wie zum Beispiel:
- Chorkonzert mit dem MendelssohnKammerChor Berlin unter der Leitung von Volkher Häusler (2011)[11]
- Vorträge über Papst Franziskus (2013) und über „50 Jahre Zweites Vatikanisches Konzil“ (2016) von Michael Sievernich[12][13]
- Bernhard-Lichtenberg-Ausstellung (2014)[14]
- Vortrag „Als Katholik in einem islamischen Land“, Erfahrungen aus vier Jahren in Pakistan von Peter Felten (2017)[15]
- Vortrag „Warum die neuere Betriebswirtschaftslehre so spannend ist“, Christoph Haehling von Lanzenauer (2018)[10]
- Vortragsreihe "Warum glauben wir?", Josef Bordat / Michael Linden (2023)[16]

## Organisation
Die Stiftung Mater Dolorosa Berlin-Lankwitz ist eine selbstständige Stiftung und besteht aus zwei unabhängigen, ehrenamtlich tätigen Stiftungsorganen, dem dreiköpfigen Vorstand und dem fünfköpfigen Stiftungsrat. In Berlin gibt es keine rechtsfähigen Stiftungen mit ausschließlich kirchlicher Stiftungsaufsicht, sodass die Stiftung Mater Dolorosa Berlin-Lankwitz gemäß den Vorschriften des jeweils geltenden Berliner Stiftungsgesetzes der Staatsaufsicht Berlins unterliegt. Die Stiftung ist fördernd, jedoch nicht operativ tätig.

### Vorstand
- Rolf Herrmann (Vorsitzender)
- Joachim Goerke-von Stockert (stellvertretender Vorsitzender)
- Christoph Haehling von Lanzenauer[17]

### Stiftungsrat
Folgende Personen waren oder sind bekannte Stiftungsratsmitglieder:
- Michael Linden
- Barbara Saß-Viehweger